# Egmont Tidskrifter
Egmont Tidskrifter (idag Egmont Publishing) är ett svenskt tidskriftsförlag, som ingår i den danska mediekoncernen Egmont Media Group. 
Förlagets äldsta tidning är Hemmets Journal som kom ut med sitt första nummer 1921. År 2013 slogs Egmont Tidskrifter ihop med ett annat svenskt Egmontförlag, Egmont Kids Media Nordic, och det gemensamma bolaget Egmont Publishing AB bildades.

## Historik
I och med det första numret av veckotidningen Hemmets Journal, utgivet 1921, etablerades Hemmets Journals förlag, vilket på 1980-talet blev uppdelat i Egmont Tidskrifter (numera Egmont Publishing) och Serieförlaget (nuvarande Egmont Publishing).
År 2013 sammanslogs Egmonts två förlagsdivisioner Egmont Magazines och Egmont Kids Media.
Egmont Publishing köpte 2014 Forma Publishing Group med bland annat tidningen Hälsa, Icakuriren, Scandinavian Retro och Hus & Hem, och 2015 förvärvades tidningen Svensk Golf av Svenska Golfförbundet. 

## Titlar

### Familj
- Hemmets Journal 1921
- Hälsa 1940
- Icakuriren 1942
- Kalle Anka 1948
- 91:an 1956
- Båtnytt 1962
- Classic Motor 1969
- Knasen 1970
- Min Häst 1972
- Bamse 1973
- Åka Skidor
- Allt 
om Husvagn & Camping 1976
- Power Magazine
- Wheels Magazine 1977
- V75Guiden 1978
- Tom och Jerry 1979"
- Utemagasinet 1980
- Hus & Hem1987
- Vagabond1987
- Café (tidning) 1990
- Hälge 1991
- Sportfack 1993
- Auto Motor & Sport 1995
- Julia 2000
- Praktiskt Båtägande 2003
- King 2005
- Nära (tidning) 2009
- Scandinavian Retro 2011
- Svenska Öden & Äventyr 2014
- Historiska brott & mysterier 2016

### Serietidningar
- Agent X9 1969
- Nya Serieparaden 1987
- Pondus

- Scooby-Doo (serietidning)
- Nemi

- Lego Ninjago
- TopModel
- StarWars
- Wendy
- Barbie
- Bilar
- My Little Pony
- Pets
- Lego Friends
- Lego StarWars
- Lego NexoKnights
- Pokémon
- Prinsessor
- Sofia den första
- Uti vår hage
- Fantomen

- Golf Digest
- Svensk Golf
- Herman Hedning

### Tidigare titlar
- Musse Pigg 1980-2019
- GOAL
- Pro Hockey 1992-2019
- Herman Hedning 1998-2018
- Okej (tidning) 1980-2011
- Hennes 1961-1977 1979-1980 1997-2009

Krim Extra 2004-2007

## Webbplatser
- Automotorsport.se
- Cafe.se
- HemmetsJournal.se
- HusoHem.se
- Husvagnochcamping.se
- Icakuriren.se
- Kingmagazine.se
- Livetombord.se
- Manolo.se
- Svenskgolf.se
- Vagabond.se
- Åkaskidor.se